# Monte-Carlo Automobiles
Pour les articles homonymes, voir Monte-Carlo (homonymie).

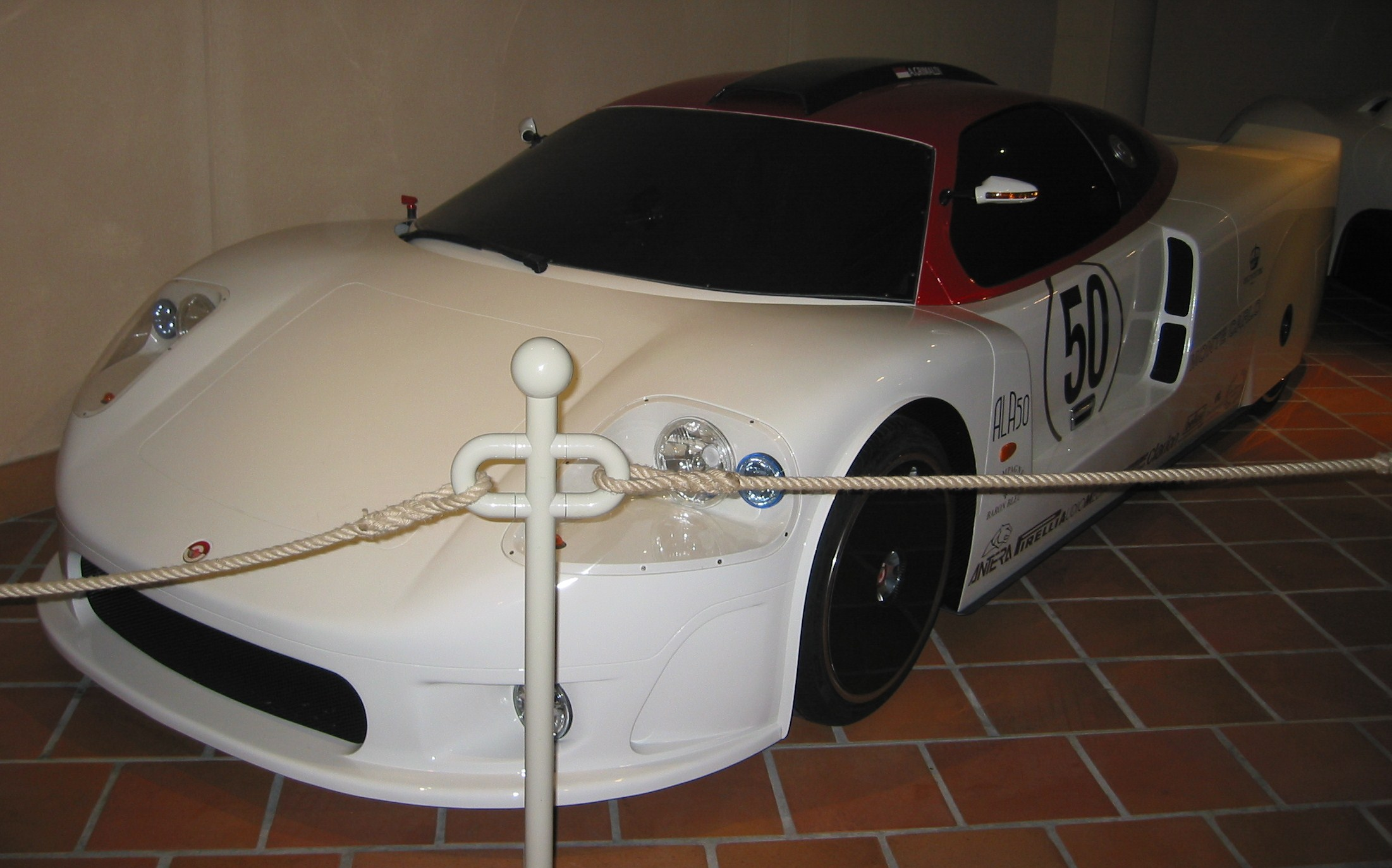
Monte Carlo ALA 50 en 2008.

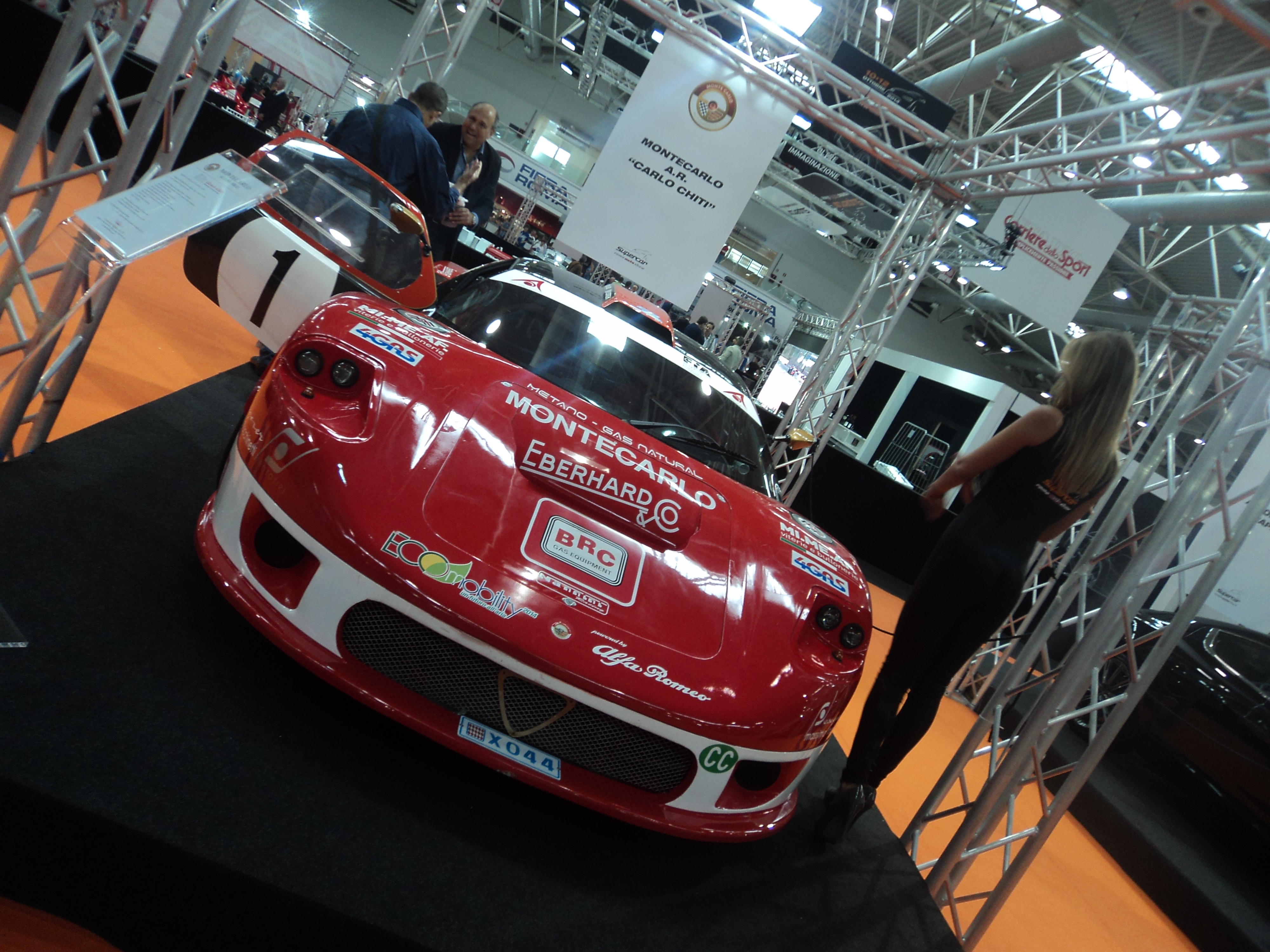
Carlo Chiti MonzaCodaLunga, une voiture GT dotée du moteur Alfa Romeo V6 3.0L alimenté au méthane.

Monte-Carlo Automobiles S.A.R.L. est un constructeur automobile monégasque fondé en 1983.
La première voiture produite est la Centenaire, entièrement fabriquée en fibre de carbone et propulsée initialement par un moteur Lamborghini. Le baptême Centenaire célèbre l'anniversaire de l'Automobile Club de Monaco. La société a également produit une Spyder nommé Beau Rivage. Les modèles de ces supercars sont régulièrement développés et fabriqués par d’anciens ingénieurs d'Auto Delta, notamment Carlo Chiti et d’autres concepteurs de voitures italiens.
Le 25 mars 2012, une nouvelle voiture nommée Montecarlo / BRC W12 a été construite avec la collaboration de BRC, spécialisé dans le méthane et GPL. La voiture participe au 4 heures de Monza 2012, terminant à la huitième position.
En 2014, la société dévoile une supercar, Montecarlo Automobile Rascasse, un nouveau modèle équipé d'un moteur central, BMW V12 de 5,4 litres, d'une puissance totale de plus de 500 chevaux. En 2017, à l'occasion du Salon international de l'automobile de Monaco, la Tecno Monte Carlo W12 GPL est présentée.